# Иностранец (фильм, 2017)
«Иностранец» (англ. The Foreigner, кит. 英伦对决 — «Английские разборки») — британо-китайский фильм режиссёра Мартина Кэмпбелла в жанре боевик и триллер, основанный на книге Стивена Лизера «Китаец». Выход в широкий прокат в Китае состоялся 30 сентября 2017 года, в США — 13 октября, в России — 30 ноября.

## Сюжет
Нгок Мин Кван — бывший спецназовец, прошедший Вьетнамскую войну, который теперь управляет китайским рестораном в Лондоне. Когда его дочь-подросток Фан погибает в магазине во время теракта, ответственность за который взяла на себя группа, называющая себя «истинная ИРА», обезумевший от горя Кван стремится отомстить. Он сначала пытается подкупить командира антитеррористической группы британской полиции SO15 (CTC) Ричарда Бромли, чтобы тот назвал имена террористов, но Бромли отказывается принять взятку и не раскрывает никакой информации. Далее Кван фокусируется на заместителе министра по делам Ирландии Лиаме Хеннесси, который публично говорит о своём статусе бывшего лидера сил Ирландской республиканской армии, и осуждает теракты. Кей Лам, коллега Квана и его подруга, пытается утешить его и смириться с произошедшим, но он отказывается поддаваться и в конечном итоге уезжает в Белфаст, чтобы встретиться с Хеннесси. Хеннесси утверждает, что не знает о взрыве или его исполнителях, но Кван не верит ему. Он устанавливает самодельную бомбу в офисе Хеннесси и угрожает сделать больше, если не получит имена террористов.
Хеннесси, приказавший провести несколько взрывов с предупреждениями в рамках политической игры, чтобы укрепить радикальные группировки, не знает, кто подрывники, так как они «отщепенцы». Он возмущён тем, что никаких предупреждений не было дано и что были убиты мирные жители. Хеннесси пытается идентифицировать террористов путём изменения пароля, который они используют после того, как осуществляют взрыв, но у них получается перехитрить его. Между тем, он посылает многочисленных наёмников и личных телохранителей за Кваном, которому удаётся убежать или победить их всех. Кван также наблюдает за встречей Хеннесси и его любовницы Мэгги, и фотографирует их поцелуй. Затем Кван, скрываясь в лесу около фермерского дома Хеннесси, пугает его, используя ещё больше самодельных бомб. Люди Хеннеси пытаются отследить его в лесу, Кван использует ловушки, чтобы обезвредить группу из трёх наёмников, но во время попытки допросить одного из них, четвёртый наёмник стреляет ему в плечо и Кван сбегает. Хеннесси решает отправить на поиски Квана своего племянника Шона Моррисона, бывшего солдата Королевского ирландского полка и, как оказывается любовника жены Хеннеси, которая «вытаскивает» из Шона информацию, в том числе о смене паролей.
Когда Кван раскалённым ножом прижигает огнестрельную рану, он теряет сознание. Чуть позже он вспоминает свой побег из Вьетнама в Сингапур, когда на его семью напали тайские пираты. Он и его жена в отчаянии смотрят, как их двух дочерей забирают пираты. Кван полагает, что дочерей потом убили. Когда он пытается отбиться от пиратов, в него и его жену стреляют и оба падают за борт. Позже жена умирает при родах Фан.
После второй атаки террористов на двухэтажный автобус Хеннесси обещает британскому министру из правительства Кэтрин Дэвис найти террористов в обмен на помилование некоторых из его бывших товарищей, членов ИРА. Тем временем, Бромли удаётся идентифицировать исполнителей теракта, в котором погибла дочь Квана и он сообщает их имена Хеннесси, который затем передаёт информацию Шону. После ножевого боя в лесу, Квану удаётся захватить Шона, который открывает имя одного из террористов — Патрик О’Рейли, который был одним из исполнителей взрыва, убившего дочь Квана. В ответ Кван решает отпустить Шона. Тем временем Хеннесси допрашивает своего соратника МакГрата, обнаруживая, что истинным вдохновителем является Мэри, жена Хеннесси, которая также наняла Мэгги: она ненавидит британцев, в особенности англичан из-за кончины своего брата и возмущается, что Хеннесси работает на них. Хеннесси убивает МакГрата за предательство, а также за вовлечение жены и любовницы. Впоследствии Хеннеси приказывает Шону казнить Мэри, с которой у Шона был роман, прежде чем тот вернётся в США.
Пока полиция готовится к захвату террористов, Квану под видом газовщика удаётся войти первым в квартиру, где прячутся террористы. Ему удаётся в одиночку убить всех, ранить Мэгги и скрыться прямо перед тем, как бойцы спецназа ворвались в квартиру. Там они находят раненую Сару МакКей, которая под именем Мэгги состояла в любовных отношениях с Хеннеси. Они пытают её, чтобы узнать когда и где произойдёт следующий теракт. Мэгги под пытками рассказывает им, что взрывное устройство встроено в батарею ноутбука одного из журналистов, который собрался лететь в Рим на конференцию по безопасности. В этом же самолёте должны были лететь некоторые британские политики и высокопоставленные чиновники. Британской полиции удаётся найти ноутбук и предотвратить жертвы. Когда угроза миновала, Бромли приказывает спецназу не оставлять следов и Мэгги убивают. Хеннесси звонит Дэвис и говорит ему, что он сохранит свою позицию в качестве политика, но будет у неё на поводке.
Кван проникает в номер Хеннесси в отеле и показывает ему фотографию Хеннесси, целующего Мэгги, которой достаточно, чтобы бросить подозрение на Хеннесси и на его роль во взрывах. Кван заставляет его отправить фото в интернет, говоря, что он должен стыдиться себя, и весь мир будет знать, что он террорист. Между тем, Бромли понимает роль Квана в событиях и оставляет его под наблюдением. Бромли чувствует себя обязанным Квану и решает не предпринимать в отношении его никаких действий.
Фильм заканчивается тем, что Кван возвращается в свой ресторан, и Лам обнимает его.

## В ролях
- Джеки Чан — Нгок Мин Кван, бывший вьетнамский партизан, затем — американский спецназовец, ныне владелец ресторана в Лондоне
- Пирс Броснан — Лиам Хеннесси, бывший член ИРА, ставший британским чиновником
- Майкл Макэлхаттон — Джим Кавана, правая рука Лиама
- Лю Тао[англ.] — Кей Лам
- Чарли Мёрфи — Мэгги / Сара Маккей, любовница Лиама
- Орла Брейди — Мэри Хеннесси, жена Лиама
- Кэти Льюнг — Фан
- Рэй Фирон — коммандер Ричард Бромли, глава отдела по борьбе с терроризмом
- Рори Флек-Бирн[англ.] — Шон Моррисон, бывший Королевский ирландский рейнджер / британский спецназовец, племянник Лиама
- Лия Уильямс[англ.] — Кэтрин Дэвис, британский политик и министр
- Маноло Кардона — Педро Лопес
- Саймон Кунц[англ.] — Мэттью Рис
- Пиппа Беннетт-Уорнер[англ.] — Марисса Левитт
- Роберта Тейлор[англ.] — миссис Тейлор
- Дермот Краули — Хью Макграт, лидер группы IRA
- Руфус Джонс[англ.] — Иэн Вуд
- Ниалл Макнами — Патрик О’Рейли, совершивший первый теракт и убивший дочь Квана
- Аден Гиллет — Росс

## Производство
5 июня 2015 года было объявлено, что Джеки Чан снимется в фильме «Иностранец», проекте компании STX Entertainment, основанном на книге Стивена Лизера «Китаец». Ник Кассаветис был одним из многих режиссёров, которых связывали с фильмом, сценарий к которому написал Дэвид Маркони. Действие фильма должно развернуться в лондонском чайна-тауне. 15 июля 2015 года Deadline.com сообщил о переговорах Мартина Кэмбелла по поводу должности режиссёра, в то время как компания Relativity Media собиралась профинансировать фильм. Помимо этого, было объявлено, что адаптацией книги займётся Дэвид Маркони, а продюсером станет Уэйн Марк Годфри. Пирс Броснан присоединился к команде фильма в ноябре. 11 июня 2016 года Джеки Чан и Лю Тао посетили Шанхайский кинофестиваль для продвижения фильма.
Основные съёмки начались в январе 2016 года. Съёмки сцены со взрывом автобуса на Ламбетском мосту в Лондоне вызвали большую панику, так как люди не знали, что это постановка.
Это первый раз, когда Пирс Броснан и Саймон Кунц снимаются в фильме режиссёра Мартина Кэмбелла с момента выхода фильма 1995 года «Золотой глаз».

## Релиз
The Fyzz Facility занялась производством и дистрибуцией фильма совместно с компаниями Sparkle Roll Media и Huayi Brothers, в то время как STX Entertainment занялась распространением картины в кинотеатрах США. Релиз в Китае состоялся 30 сентября, а в США — 13 октября.

### Сборы
Фильм собрал 34,4 миллиона долларов в США и Канаде и 111 миллионов долларов в других странах; в общей сложности фильм собрал 145,4 миллионов долларов во всём мире.
В США и Канаде «Иностранец» был выпущен вместе с фильмами «Счастливого дня смерти» и «Маршалл», и изначально предполагалось, что в первые выходные он соберёт 10-14 миллионов долларов в 2 515 кинотеатрах за первый уик-энд. В первый день проката в США и Канаде фильм собрал 4,8 миллиона долларов. Всего за первый уик-энд сборы составили 13,1 млн, что позволило «Иностранцу» занять третье место в прокате в эти выходные после «Счастливого дня смерти» и «Бегущего по лезвию 2049».

## Критика
На сайте Rotten Tomatoes фильм имеет рейтинг 65 % на основе 124 рецензий со средним баллом 6 из 10. В разделе «Консенсус критиков» написано: «„Иностранец“ строго придерживается формулы остросюжетного триллера, но извлекает выгоду из самоотверженных — и не характерных — выступлений своих талантливых звезд-ветеранов». На сайте Metacritic фильм имеет оценку 55 из 100 на основе 23 рецензий критиков, что соответствует статусу «смешанные или средние отзывы».
Кинообозреватель Питер Трэверс из журнала Rolling Stone дал фильму три звезды из четырёх и похвалил игру Чана, написав: «Это самая драматичная роль, за которую когда-либо брался Чан, и он играет ее со сдержанной интенсивностью и необузданной эмоциональной силой». Кларенс Цуи из The Hollywood Reporter также похвалил Чана и написал: «В любом случае, приятно видеть, как Чан на два часа меняет свой беззаботный образ на некий авторитет трагического изгоя с заметным прошлым.».